# 보스포로스 왕국
보스포로스 왕국(고대 그리스어: Βασίλειον του Κιμμερικού Βοσπόρου)은 크림반도 동부와 오늘날의 케르치 해협인 킴메르 보스포로스(흑해 끝에 있는 이스탄불의 보스포루스가 더 유명해지면서 사용하지 않음) 해안의 타만반도에 있었던 옛 나라이다. 보스포로스 왕국은 로마의 종속국으로서 오랜 기간 존속했었다. 네로 황제 통치 기간인 63년부터 68년까지 로마의 속주이기도 하였다. 보스포루스 왕국은 기원전 1,2세기에 새로운 황금기를 보낸것으로 보여지고 있다. 2세기가 끝나갈 무렵에 국왕인 사우로마테스 2세가 스키타이인들에게 치명적인 승리를 거두며 크리미아 전역이 그의 세력권에 들기도 하였다.
보스포로스 왕국의 번영은 생선과 노예 수출을 기반으로 하였다. 무역 이익을 등에 업은 엄청난 부는 새롭게 발견된 고고학 발굴지와 보통 불법적으로 파헤쳐진 쿠르간이라고 알려진 많은 봉분에서 여전히 보인다. 보스포루스의 한때 번창했던 도시들은 대량으로 건축적이고 조각적인 유적들을 남긴 반면에 쿠르간에서는 오늘날의 상트페테부르크의 유물로서 잘 보존되고 있는 좋은 예인 장관을 이루는 그레코-사르마티안 유물들이 발견되고 있다. 이 유물들은 금세공품, 아테네에서 수입한 꽃병, 거친 테라코타, 직물 조각, 목공품과 마르퀘트리 견본등이 포함된다.

## 같이 보기
- 킴메르
- 킴메르 보스포루스
- 폰투스 왕국
- 로마의 크림반도